# Californium(IV)-oxid
Californium(IV)-oxid ist ein Oxid des Elements Californium. Es besitzt die Summenformel CfO2. Da alle Isotope des Californiums nur künstlich hergestellt sind, besitzt es keine natürlichen Vorkommen. Es entsteht unter anderem implizit in geringen Mengen in Kernreaktoren beim Bestrahlen von Urandioxid (UO2) bzw. Plutoniumdioxid (PuO2) mit Neutronen.

## Darstellung
Californium(IV)-oxid entsteht durch Oxidation mit molekularem Sauerstoff bei hohem Druck und durch atomaren Sauerstoff.

## Eigenschaften
Californium(IV)-oxid ist ein schwarzbrauner Feststoff und kristallisiert im kubischen Kristallsystem in der Fluorit-Struktur in der Raumgruppe Fm3m (Nr. 225) mit den Koordinationszahlen Cf[8], O[4]. Der Gitterparameter beträgt 531,0 ± 0,2 pm.